# Národní dům na Smíchově
Národní dům na Smíchově je kulturní a společenské centrum, stojící v Praze 5, v místní části Smíchov. Čtyřkřídlá budova čp. 82 zaujímá parcelu, vymezenou z jihu náměstím 14. října, do něhož se obrací vstupní průčelí, Zborovské ulice č. 7, Matoušovy ulice č. 2 a dvora, který byl původně šlechtickou zahradou u letohrádku Slavatů. Budova byla postavena v letech 1906–1908 v secesním stylu podle návrhu architekta Aloise Čenského. 3. května 1958 byla budova i s přilehlými pozemky zapsána do státního seznamu kulturních památek. 

## Historie

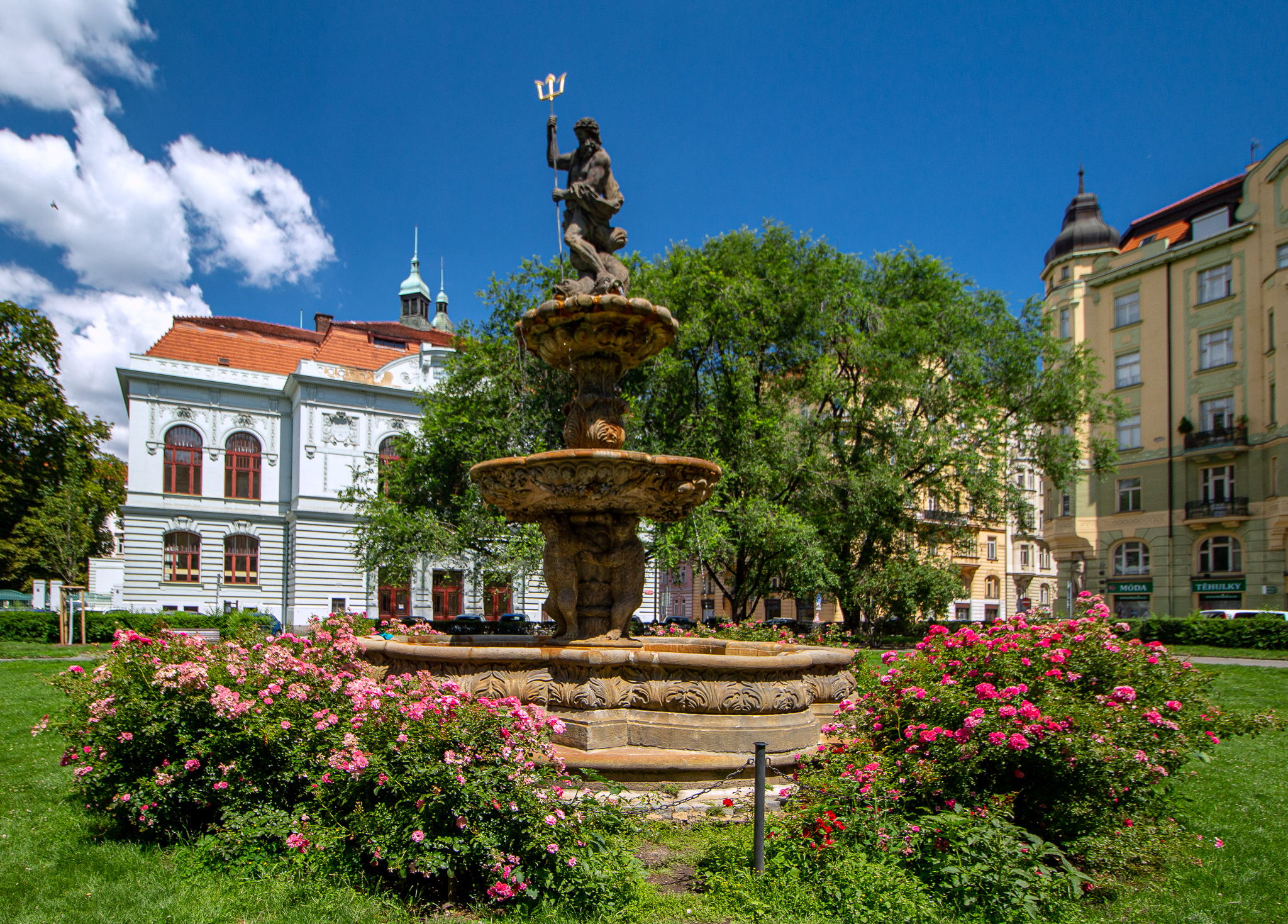
Medvědí kašna v někdejší zahradě Slavatů, v pozadí Národní dům

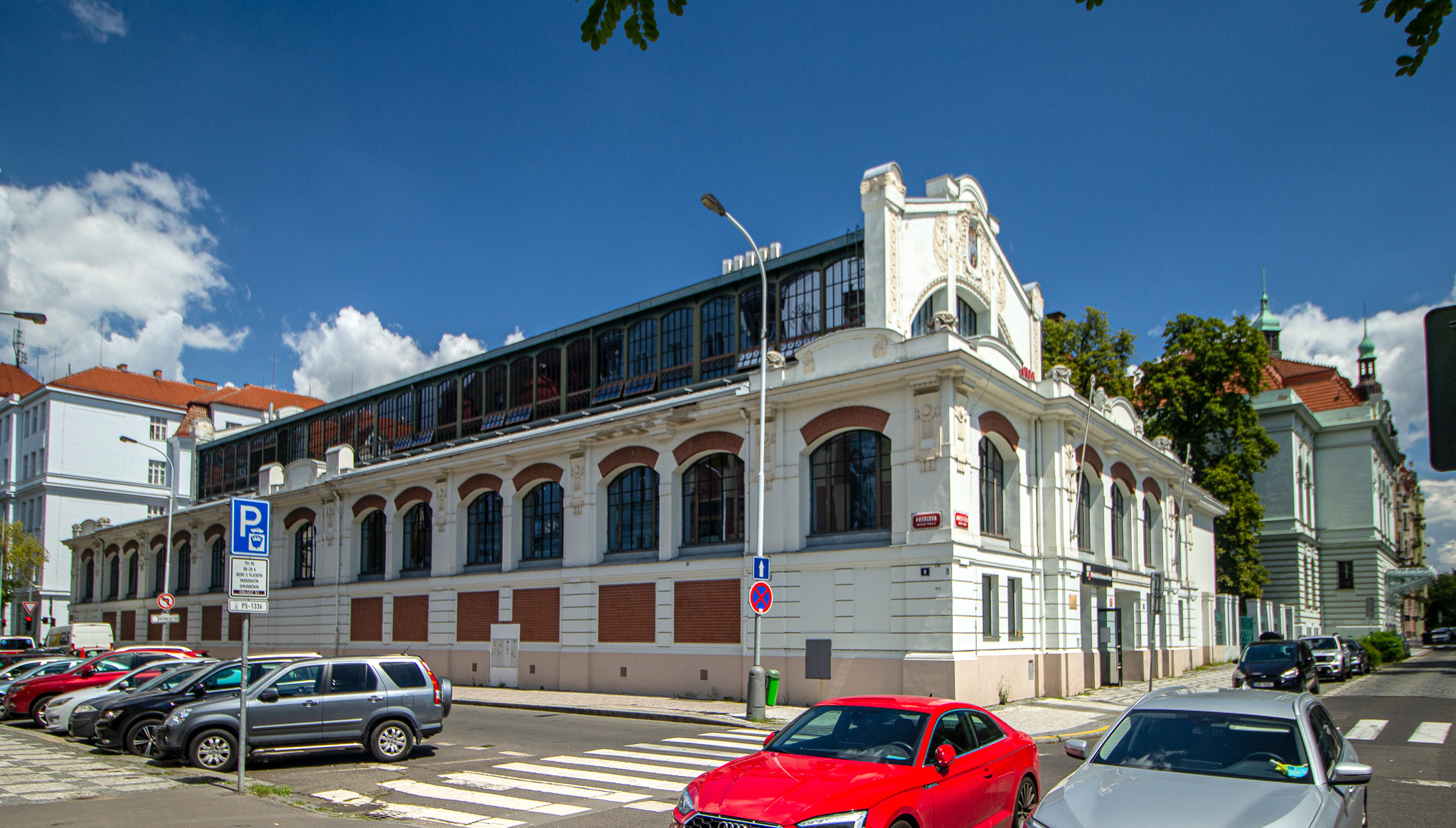
Sousední budova Ústřední tržnice na Smíchově stavěné současně s Národním domem

V roce 1906, ještě před připojením Smíchova k Praze (1920), se rozhodli představitelé samostatného města Smíchov, že vybudují Národní dům. Naplánovali ho jako jednu z dominantních budov hlavního smíchovského náměstí, dnešního Náměstí 14. října, na místě původní botanické zahrady, která byla zničena povodní v roce 1890. Reprezentativní secesní budova je jednou z významných realizací ing. Aloise Čenského, českého architekta a profesora pozemního stavitelství na České technice v Praze, považovaného za představitele české novorenesance a secese, a mimo jiné také autora Vinohradského divadla. Ten byl také provádějícím inženýrem a stavebním dozorem. Dále s ním spolupracoval Eduard Mestek. Spolupracoval s nimi údajně také ing. Gustav Pač.
Stavba Národního domu na Smíchově probíhala v letech 1906–1908. K 31. prosinci 1908 byla slavnostně odevzdána Smíchova do užívání. V 50. letech 20. století získal objekt odborový svaz strojírenství, který z něj udělal "Dům kultury kovoprůmyslu (DKK)", také "Dům kováků". Provizorní opravy bez jednotné koncepce způsobily značnou devastaci budovy. Na konci 90. let prošla budova celkovou rekonstrukcí, při které jí byla navrácena řada secesních prvků i stylového vybavení, mimo jiné repliky původních sloupů s osvětlením, kopie secesních lustrů či secesního nábytku apod.
Od 60. let zde působil v suterénu Futurum, jeden z prvních bigbeatových klubů v Praze. Od počátku provozu zde probíhaly různé významné kulturní, vzdělávací a společenské akce a vždy také taneční kurzy, ve kterých vyučovali přední pražští taneční mistři (Dr. Josef Chrastil, Petr Inek nebo Dr. Jiří Plamínek). Kapacitou sálů pro společenské akce se tento kulturní stánek řadí mezi pětici největších kulturních domů v Praze.
V roce 1956 byla na boční fasádu budovy do Zborovské ulici 7 umístěna bronzová deska s pamětním textem o zdejším konání slučovacího sjezdu KSČ roku 1936. Tato deska byla rozhodnutím památkového odboru Magistrátu hl. m. Prahy z roku 1997 zbavena památkové ochrany a odstraněna.
V roce 2016 budovu od odborového svazu Kovo zakoupil italský investor, který budovu pronajímá, stejně jako ji pronajímalo Kovo v minulosti.

## Architektura
Konstrukce byla zčásti železobetonová (schodiště), vyzděná cihlami, podlahy betonové, v kuželníku kryté asfaltem, jinde dlážděné, obklady schodiště ze sliveneckého mramoru. Ve třech podlažích budovy původně byly dvě restaurace, cukrárna, pivní sklep pro plzeňské a smíchovské pivo, vinný sklep, kuchyně, zimní kuželník s elektrickým ohlašováním poražených kuželek, kavárna, kulečníkový sál, dámský salón, kuřárna, karetní místnost, šachový a čtenářský klub. Dále zde byly dva velké sály (dnes Velký sál a Arbesův sál) a spolkové prostory. Ve druhém patře byl také byt restauratéra. V podkroví byla prádelna, sušárna a žehlírna prádla, i dva pokoje pro pomocný personál. K budově ze severu přiléhala kavárenská zahrada s pergolami, sousedící se Smíchovskou tržnicí.

## Výzdoba
Na výzdobě se podíleli pražský sochař a medailér Josef Pekárek: z jeho dílny pochází alegorické sousoší Hudby na rizalitu hlavního průčelí budovy a ženské maskarony na stěnách galerie velkého sálu. Další plastiky a ornamentální výzdobu v interiéru vytvořil sochař Antonín Mára. K výzdobě přispěli malíři Jan Mayer (stěny kuželníku) a Ladislav Novák (malby v lidové restauraci).